# Cleora luzonensis
Cleora luzonensis là một loài bướm đêm trong họ Geometridae.